# ヘルムート・ニュートン

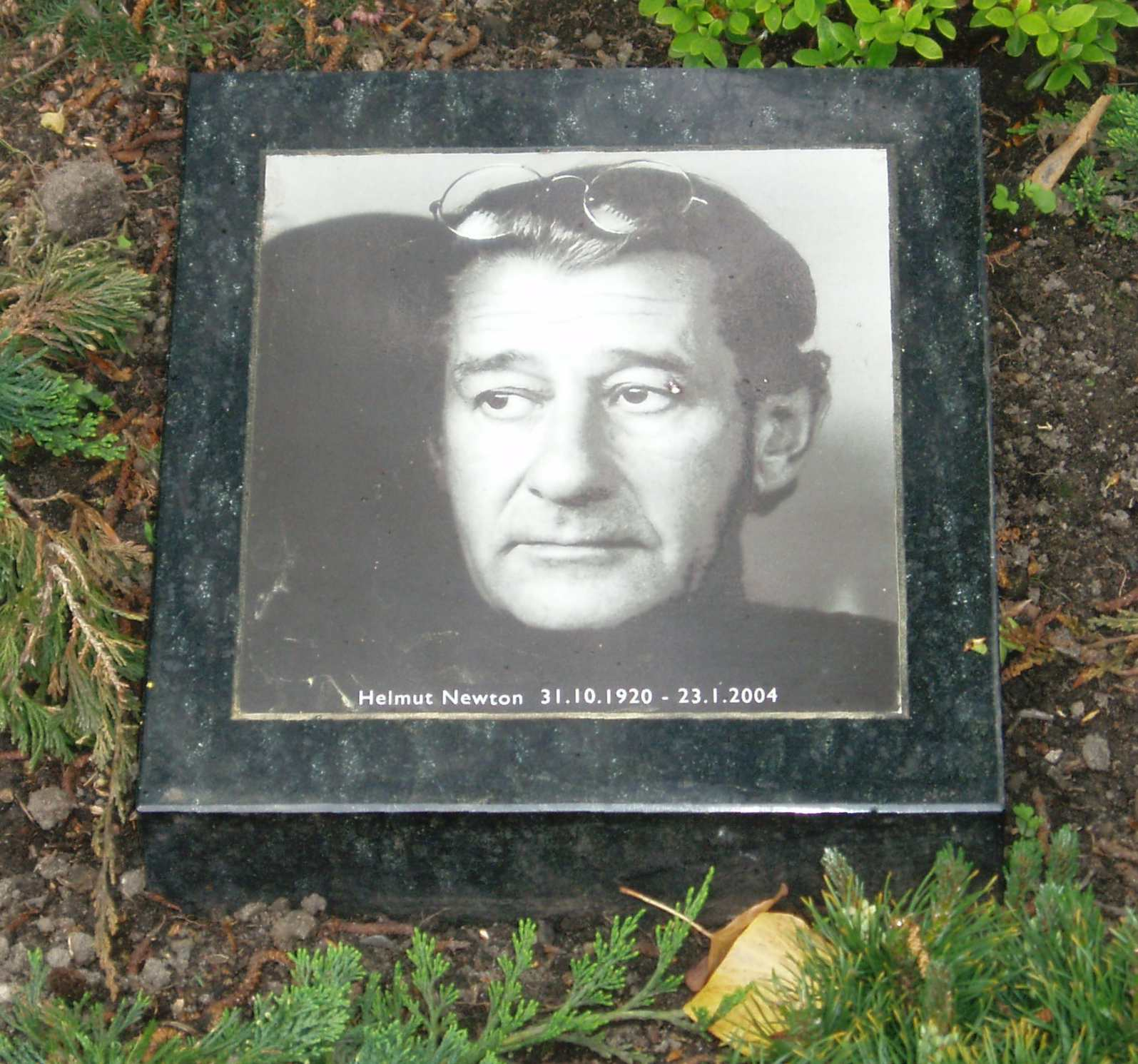
ヘルムート・ニュートンの墓石

ヘルムート・ニュートン（英語: Helmut Newton、1920年10月31日 - 2004年1月23日）は、ドイツ出身の写真家。ドイツ語名は、ヘルムート・ノイシュテッター（Helmut Neustädter）。

## 経歴
ドイツ（ヴァイマル共和国）の首都ベルリン生まれ。父はユダヤ人の衣料工場主のMax Neustädter と母は同じくユダヤ系アメリカ人の Klara "Claire" Marquis 。ハインリヒ・フォン・トライチュケ・ギムナジウムとベルリンのアメリカンスクールで学び、青年時代から写真に興味を持ち イヴァとして知られていたドイツの写真家エルゼ・ジーモン（独: Else Ernestine Neulaender-Simon）のもとで働く。
1938年ユダヤ人迫害のためドイツを離れ、シンガポールで短期間ストレーツ・タイムズ社の写真家として働く。第二次世界大戦中の1940年から1945年まで、オーストラリア軍で軍務に就き、輸送隊に所属した。
1948年オーストラリアの女優ジューン・ブラウン（英: June Browne）と結婚。戦後、フリーのカメラマンになり、作品はPLAYBOY誌を始めとする雑誌に載るようになる。
1956年、イギリス版『ヴォーグ』誌と契約してロンドンに移る。
1961年にパリに住まいを移し、カメラマンとして広範囲な仕事を開始する。ニュートンは、『ヴォーグ』を始めとするフランスの雑誌に作品を載せる。ニュートンはサディズム、マゾヒズムとフェティシズムをともなったエロチックなスタイルを確立した。1970年心臓発作に襲われるが、精力的に仕事を広げていった。1980年代の「ビッグ・ヌード」"Big Nudes" シリーズは、彼のエロチックな都市のスタイルというテーマが頂点に達した作品とされる。
2003年10月、ニュートンは最愛の故郷であるベルリンのプロイセン文化財団に多くの写真コレクションを寄贈した。晩年は、モンテカルロとロサンジェルスで暮らすことが多かった。
2004年1月23日、ハリウッド、シャトー・マーモントで自動車事故のため死去。遺灰はベルリンに埋葬された。